# Торн
Торн (Þ, þ) (на английски: thorn; на староанглийски: þorn) е буква, използвана в староанглийския, готския, нордическия и исландския език. Днес торн е заменена от двугласната th, чието произношение е обозначавала. Изключение прави исландския език, където буквата все още се използва. Предполага се, че торн произхожда от руническото писмо.